# 紀元前337年
紀元前337年（きげんぜん337ねん）は、ローマ暦の年である。
当時は、「ロングスとパエトゥスが共和政ローマ執政官に就任した年」として知られていた（もしくは、それほど使われてはいないが、ローマ建国紀元417年）。紀年法として西暦（キリスト紀元）がヨーロッパで広く普及した中世時代初期以降、この年は紀元前337年と表記されるのが一般的となった。

## 他の紀年法
- 干支 : 甲申
- 日本
  - 皇紀324年
  - 孝安天皇56年
- 中国
  - 周 - 顕王32年
  - 秦 - 恵文君元年
  - 楚 - 威王3年
  - 斉 - 威王20年
  - 燕 - 文公25年
  - 趙 - 粛侯13年
  - 魏 - 恵王33年
  - 韓 - 昭侯26年
- 朝鮮
  - 檀紀1997年
- ベトナム :
- 仏滅紀元 : 208年
- ユダヤ暦 :

## できごと

### ギリシア
- コリントスでの全ギリシア人 会議で、マケドニア王ピリッポス2世は、小アジアのギリシャ人諸都市をペルシアの支配から解放するため、コリントス同盟の結成を公表する。表向きの理由は、ペリントス（英語版）市がピリッポスに反乱した時に、アルタクセルクセス3世が支援したことの賠償を、ペルシア王アルサスがピリッポス2世に支払うことを拒否したからであった（スパルタを除く）。全てのギリシア人都市と島が同盟を支えることを誓い、ピリッポスを盟主として認める。ピリッポスは全てのギリシア人国家からの代表議会を設立し、行動の審議権と決定権が与えられた。しかし実際の權力は同盟軍指揮官であるピリッポスが握っていた。
- オリュンピアスは、夫のピリッポス2世がクレオパトラ(後にエウリュディケと改名)という少女と結婚した後、ないがしろにされるようになる。2人の息子のアレクサンドロスはピリッポスの行動により、実質的には勘当された。ピリッポス2世はプトレマイオス1世を、他の彼の息子の学友と一緒に追放した。

### 共和政ローマ
- プレブスが初めてローマのプラエトルに選ばれる。

## 誕生
- デメトリオス1世・ポリオルケテス（"攻城者"）、アンティゴノス朝第2代のマケドニア王（+ 紀元前283年）

## 死去
- ティモレオン、ギリシアの将軍、演説家（* 紀元前411年）
- 申不害、中国の官僚、韓の宰相